# 飞越老人院
《飞越老人院》（Full Circle）是一部张扬执导的中国内地剧情片，於2012年5月上映。由中国老一辈演员许还山、吴天明、李滨等主演，这些老演员的平均年龄高达80岁。张导演称本片是一部“疯狂的青春励志片”。

## 剧情简介
讲述一所民营的老人院裡的一群平均年龄达80岁高龄的老人，为了实践人生理想而联合起来重燃激情，施计驾车飞越老人院，在追寻梦想的途上所发生的一些感人故事。

## 演员表
| 演員     | 角色           | 備註 |
| 许还山   | 老葛           |      |
| 吴天明   | 老周           |      |
| 李滨     | 李老太太       |      |
| 颜丙燕   | 院長           |      |
| 王德顺   | 老林           |      |
| 蔡鸿翔   |                |      |
| 唐佐辉   |                |      |
| 江化霖   |                |      |
| 贾凤森   |                |      |
| 牛犇     |                |      |
| 韩童生   | 老葛兒子       |      |
| 高歌     | 老葛孫子       |      |
| 田华     |                |      |
| 陶玉玲   |                |      |
| 管宗祥   |                |      |
| 黄素影   |                |      |
| 仲星火   |                |      |
| 刘江     |                |      |
| 斯琴高娃 |                |      |
| 张华勋   |                |      |
| 徐帆     | 老葛繼子的熄婦 |      |
| 陈坤     | 醫生(客串)     |      |
| 廖凡     | 貨車司機(客串) |      |
| 果静林   |                |      |
| 戴军     |                |      |

## 创作
影片于2011年9月13日在内蒙古赤峰县开机，主要在天津拍摄，片中重要场景——“关山老人院”由天津段祺瑞旧居临时改造而成。影片制作成本1300万元，加上宣传发行费用总成本2000万元。

## 评价
影片得到一些文化专家、学者的好评，称它是部“老年嘉年华”，开创了“老人艺术片的先河”，其中的浪漫主义色彩最让人感动，很适合家庭观看。
也有人认为影片缺乏对于老年人生活的深入研究，整部作品过于刻意和夸张，与现实有些脱节，这使得影片的感染力大大下降，缺乏真正感人的力量。